# Spodoptera conjuncta
Spodoptera conjuncta là một loài bướm đêm trong họ Noctuidae.